# درة صحة (زيلايي)
درة صحة (بالفارسية: دره صحه) هي قرية تقع في إيران في قسم زیلایی الريفي. يقدر عدد سكانها بـ 189 نسمة بحسب إحصاء 2016.